# Antônio Salvador Sucar
Antonio Salvador Sucar (Lules, Argentina, 14 de junio de 1939 - São Paulo, Brasil, 31 de diciembre de 2018) fue un baloncestista brasileño que formó parte del equipo campeón de la Copa Mundial de Baloncesto de 1963, y que obtuvo dos medallas de bronce en los Juegos Olímpicos.

## Biografía
Nacido en la ciudad tucumana de Lules, a sus 7 años se mudó a Brasil junto a su familia. Allí aprendería a jugar al baloncesto, vinculándose al club paulista Sírio, con el cual jugaría hasta 1973, conquistando en ese lapso cinco veces el Campeonato Sudamericano de Clubes Campeones y tres veces la Taça Brasil de Básquetbol. Por su altura jugaba en la posición de pívot. 
En 1959 adquirió la ciudadanía brasileña, lo que le permitió integrarse a la selección de Brasil. Fue miembro de la Generación Dorada del baloncesto brasileño, la cual consiguió imponerse en la Copa Mundial de Baloncesto de 1963 de Río de Janeiro y terminar tercera en la Copa Mundial de Baloncesto de 1967 en Montevideo, como así también obtener dos medallas de bronce en los Juegos Olímpicos de Verano -en Roma 1960 y en Tokio 1964.
Sucar también participó con mucho éxito de otros torneos internacionales como el Campeonato Sudamericano de Baloncesto (el cual su equipo ganó en 1960, 1961 y 1963), los Juegos Panamericanos de 1963 (donde los brasileños terminaron con la medalla de plata) y la Universiada de 1963 (en la que su selección dominó a todas los demás).